# Emilia Shanks
Emilia «Emily» Yákovlevna Shanks (en ruso: Эми́лия Я́ковлевна Шанкс; Moscú, Imperio ruso, 1 de agosto de 1857 – Londres, Reino Unido, 13 de enero de 1936) fue una pintora británica nacida en Rusia. Fue la primera mujer en ser elegida miembro de la Sociedad Rusa de Exposiciones de Arte Itinerantes o Peredvízhniki.

## Biografía

### Infancia y juventud
Emilia Shanks nació el 1 de agosto de 1857 en Moscú, era la segunda hija de James Steuart Shanks y Mary Louisa Schilling. James llegó a Moscú en 1852, donde se asoció con el joyero sueco Henrik Conrad Bolin para fundar Shanks & Bolin, Magasin Anglais (La tienda inglesa), una de las tiendas más de moda de Moscú. La tienda tuvo de inmediato un gran éxito entre la clase acomodada de Moscú, lo que permitió a la familia Shanks llevar una vida muy cómoda y les dio a sus hijas el tiempo y los medios para relacionarse con la intelectualidad de Moscú.
La hermana mayor de Emilia, Louise Shanks, se casó con Aylmer Maude y tradujo las novelas de León Tolstói al inglés; estas traducciones fueron publicadas por Oxford University Press y consideradas las mejores traducciones de su época. La hermana menor de Emilia, María (Mary) Yákovlevna Shanks (1866-?), era amiga de la hija mayor de Tolstói, Tatiana; el libro de visitas registra que tanto Emilia como Mary fueron asiduos visitantes de la casa de la familia Tolstói.
Emilia comenzó sus estudios en la Escuela de Pintura, Escultura y Arquitectura de Moscú alrededor de 1882, donde fue instruida por miembros prominentes de la asociación conocida como los Peredvízhnik: Vasili Polénov, Vladímir Makovski e Illarión Pryánishnikov. En 1890, la Escuela de Pintura, Escultura y Arquitectura de Moscú le otorgó la «Gran medalla de plata MUZHVZ» por su pintura «Carta de una niñera». Se graduó ese mismo año con el rango de «artista».

### Los Peredvízhniki y el círculo de los Polénov
Shanks entabló amistad con la pintora y diseñadora rusa Yelena Polénova y su hermano Vasili Polénov. Emilia y su hermana Mary solían pintar junto con los Polénov, esto está particularmente bien documentado en las cartas de Polénov del invierno de 1891-1892. En 1891, la pintura de Emilia «El hermano mayor» (Старший брат) fue aceptada por los Peredvizhniki para su exhibición. El 7 de marzo de 1891, Vasili Polénov le escribió a su esposa Natalia Polénova que esta pintura había llamado la atención de la zarina Alejandra Feodorovna, quien expresó interés.
En 1892, su pintura «Niña nueva en la escuela» fue aceptada por los Peredvizhniki para su exhibición. La pintura recibió elogios de Iliá Repin y posteriormente vendida al empresario y mecenas ruso Pável Tretiakov, todavía es propiedad de la Galería Tretiakov. En 1894 fue elegida miembro de los Peredvizhniki por su pintura «Mancha de tinta». Lo que la convirtió en la primera mujer en ser elegida miembro de pleno derecho de dicha asociación de pintores.
De 1891 a 1915, Shanks exhibió con los Peredvizhniki en diecinueve de sus exposiciones. También participó en la Exposición Industrial y de Arte de toda Rusia en Nizhni Nóvgorod, en diversas exposiciones de la Sociedad de Amantes del Arte de Moscú (1900-1901) y en la Galería Lemercier (1909-1912) en Moscú.

### Exilio
Con el inicio de la Primera Guerra Mundial, Emilia y la mayor parte de su familia regresaron a Londres. El negocio familiar y su hogar se perdieron durante la Revolución Rusa. En 1916 y 1918 exhibió su trabajo en la exposición de verano de la Royal Academy of Arts. Expuso dos de sus pinturas: en 1916 «A bit of Moscow » y en 1918 «Peaceful Moscow».
Emilia Shanks murió el 13 de enero de 1936, a la edad de 78 años, en Holland Road, Kensington, un barrio de Londres.

## Galería de obras

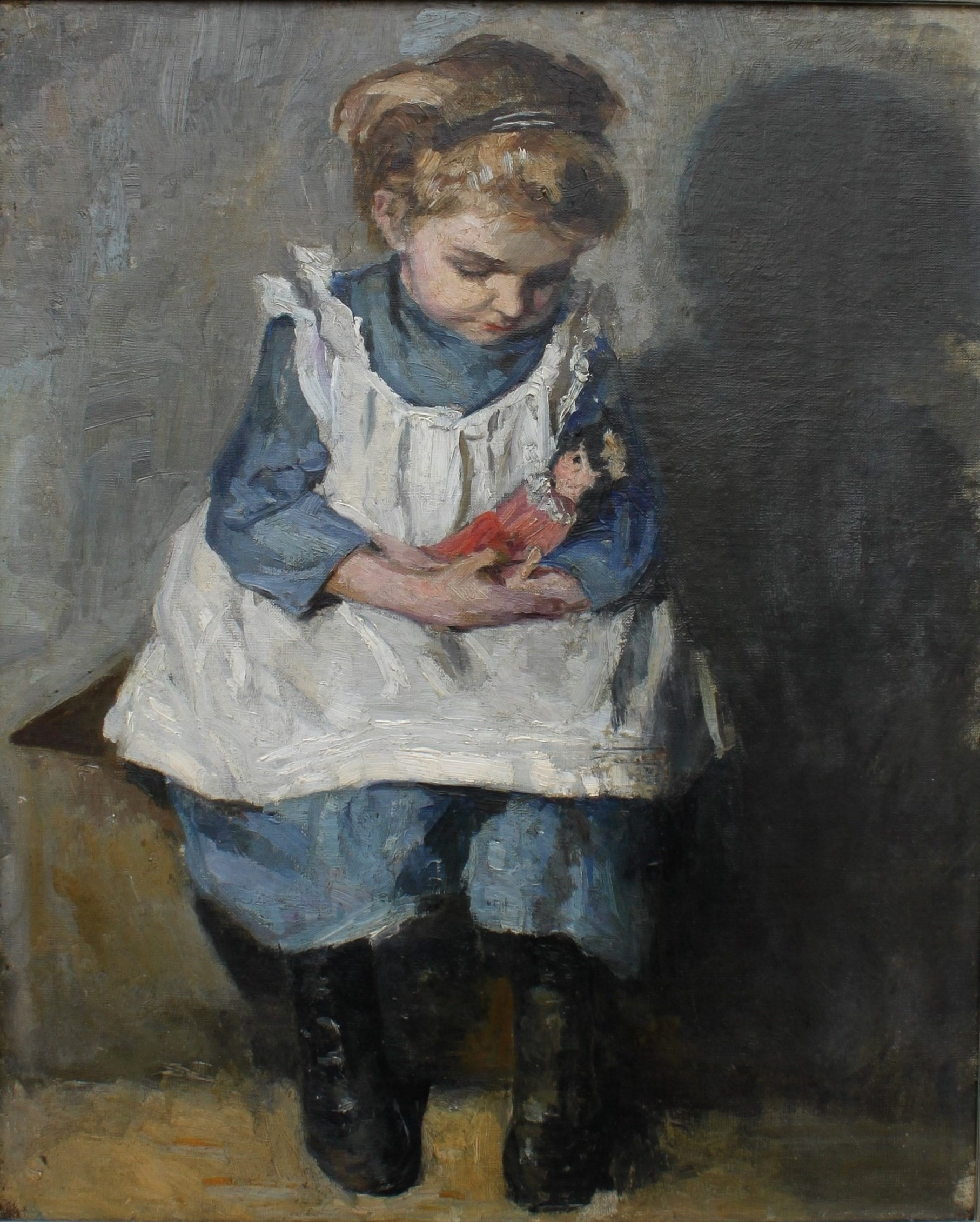
Nana (c. 1900), óleo sobre lienzo – colección privada
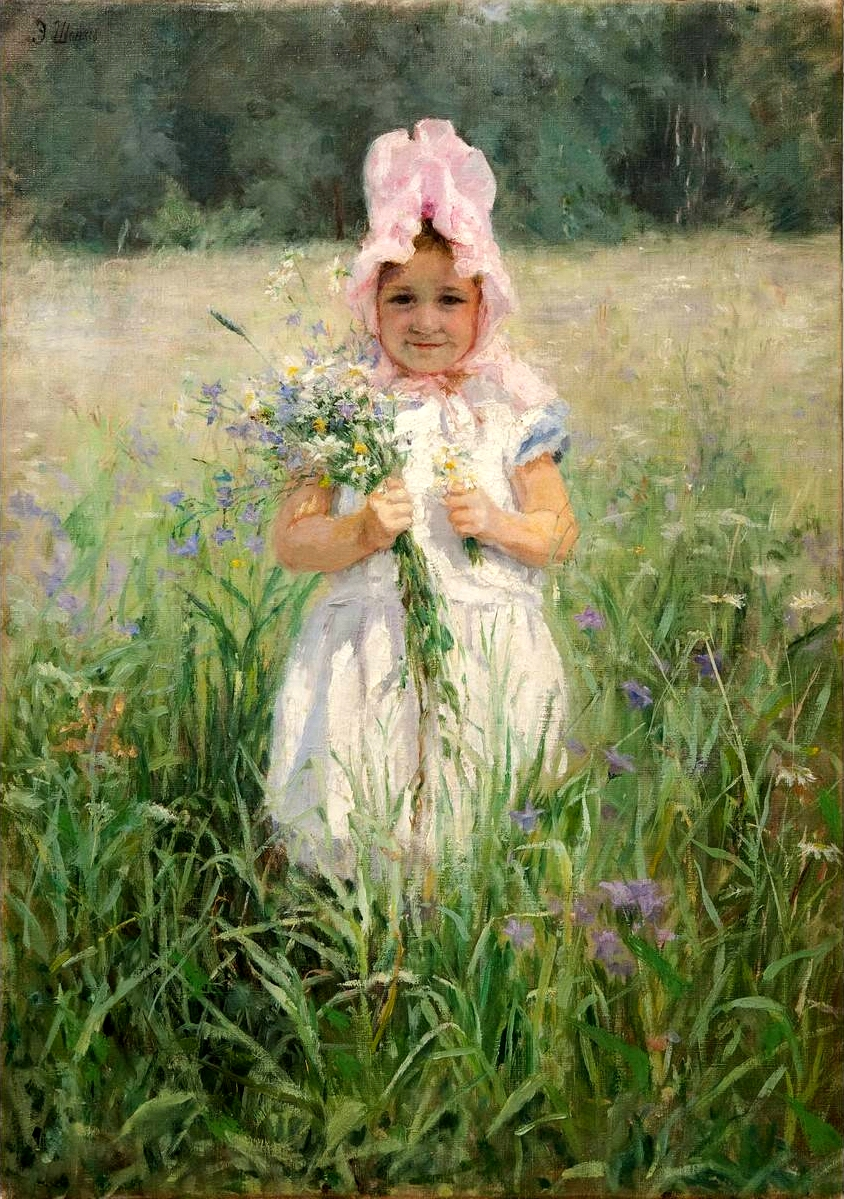
En los colores (retrato de la hija de Vasili Polénov), (entre 1890 y 1900)
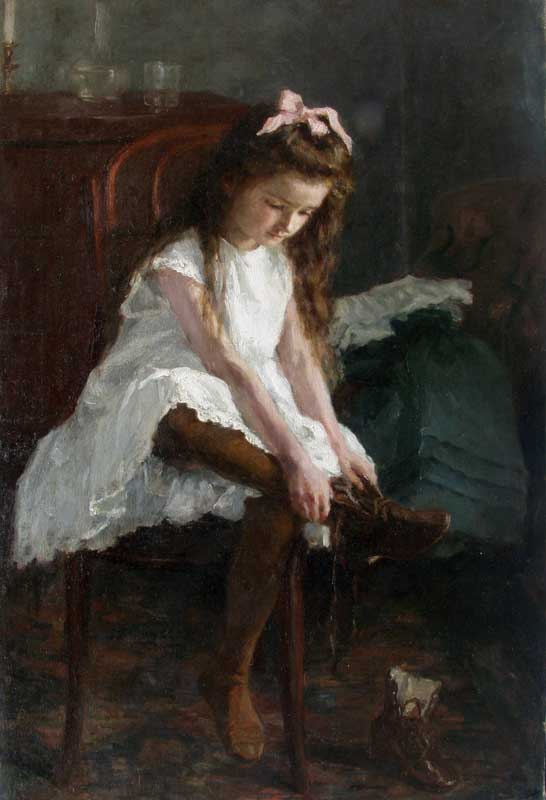
poniéndose las botas (entre 1880 y 1915)
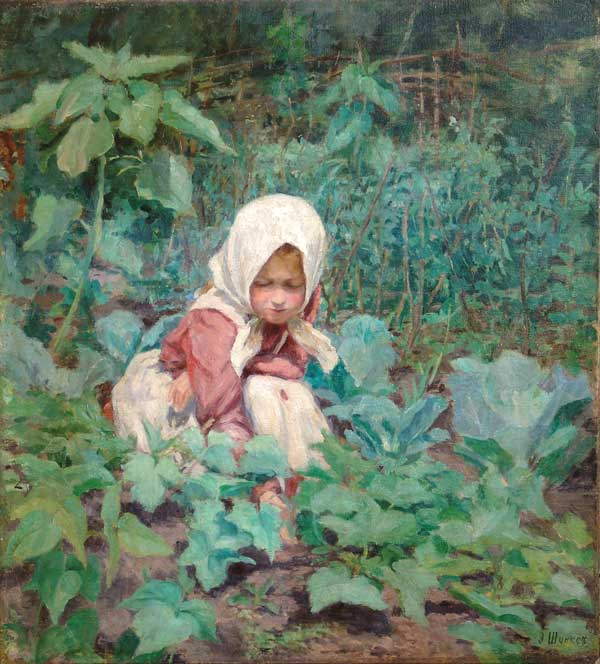
Niña recogiendo pepinos, óleo sobre lienzo – colección privada
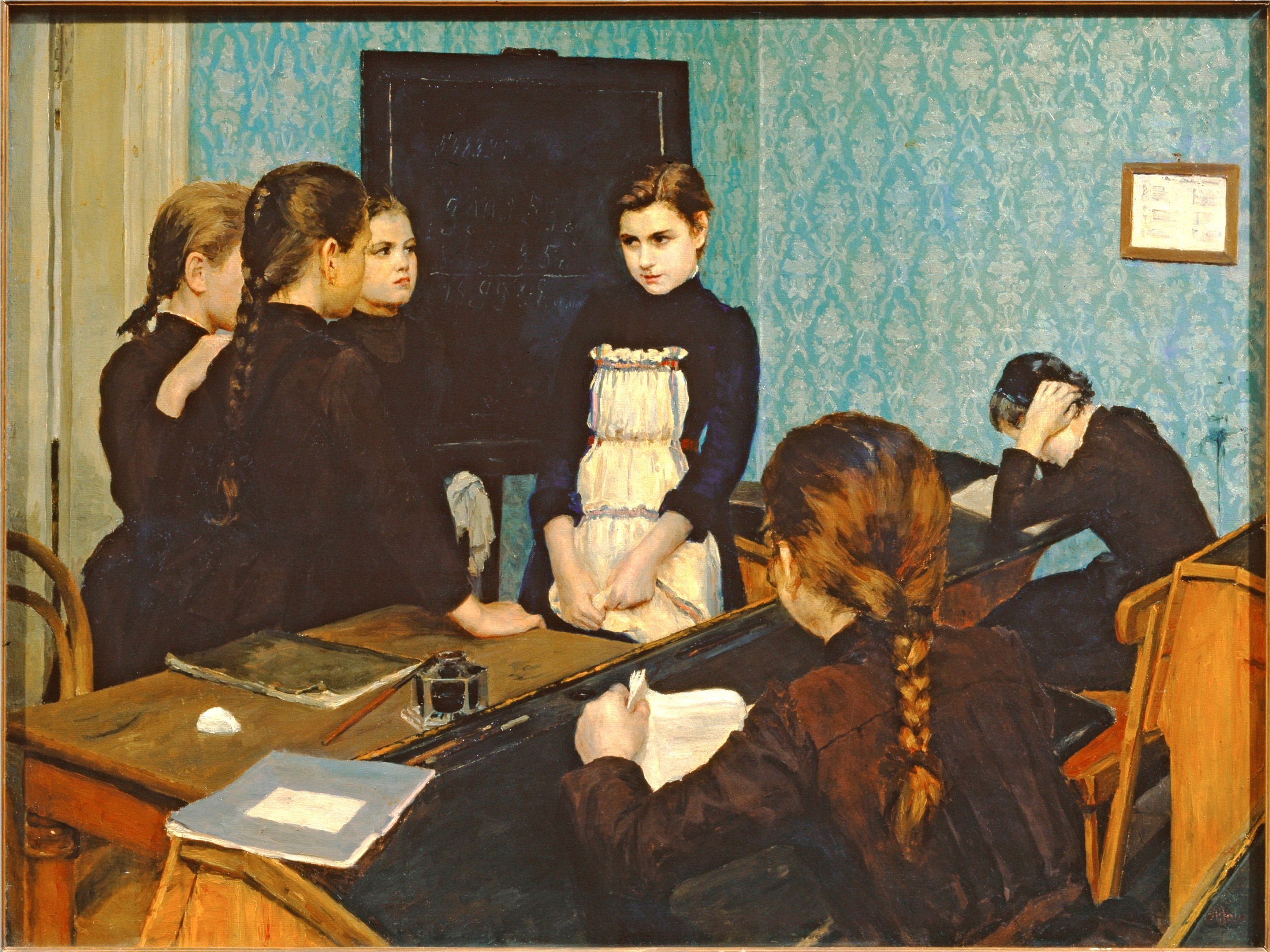
Niña nueva en la escuela (1892), óleo sobre lienzo – Galería Tretiakov
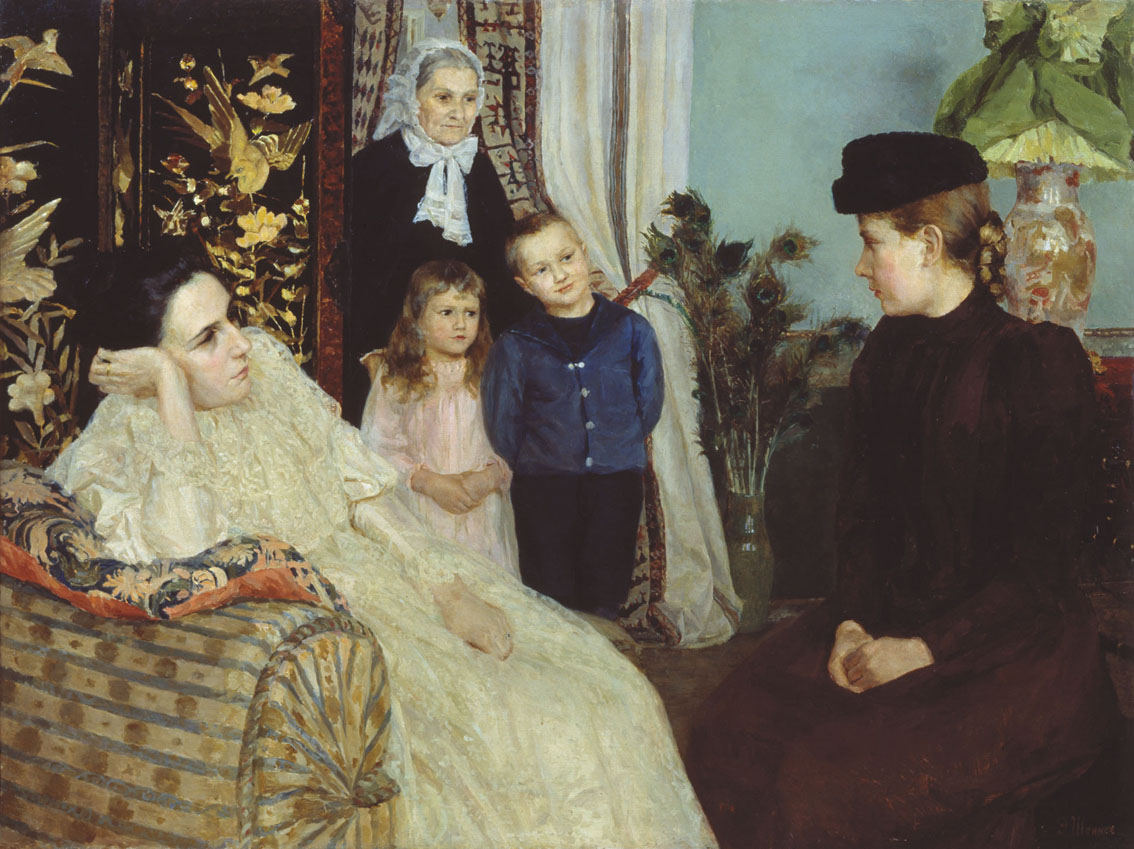
Contratar a una institutriz, óleo sobre lienzo – Museo Regional de Bellas Artes de Tiumén
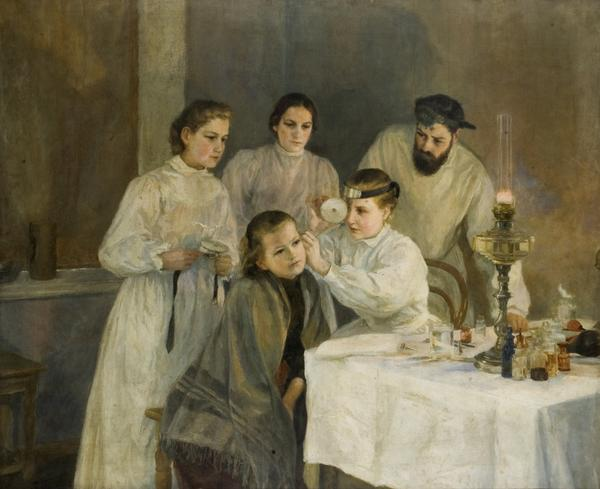
Inspección de oídos, óleo sobre lienzo – Museo Chelmsford